# Ed Parks
Edwin Parks (25 août 1915, Waterbury, Connecticut - 31 janvier 1999, Sonoma, Californie) était un animateur et artiste d'effets spéciaux américain ayant travaillé entre autres pour les studios Disney.

## Filmographie
- 1940 : Donald a des ennuis
- 1940 : Le Planeur de Dingo
- 1941 : Le Camarade de Pluto
- 1941 : Le Tourbillon
- 1941 : Pluto majordome
- 1941 : Leçon de ski
- 1942 : L'Heure symphonique
- 1942 : Donald bagarreur
- 1942 : La Mine d'or de Donald
- 1942 : Dingo champion olympique
- 1942 : Dingo va à la pêche
- 1957 : The Truth About Mother Goose
- 1961 : Les 101 Dalmatiens

- 1973 : Le Petit Monde de Charlotte